# 尤力
尤力，中华人民共和国教育部长江学者讲座教授，清华大学物理系教授，美国物理学会会士。

## 生平
尤力先后毕业于南京大学、科罗拉多大学获博士学位。曾任佐治亚理工大学物理学院终身教授。